# Louis Perrier
Louis Perrier (Neuchâtel, 22 maggio 1849 – Berna, 16 maggio 1913) è stato un architetto e politico svizzero, Consigliere federale dal 12 marzo 1912 al 16 maggio 1913, giorno della sua morte.
Il suo mandato, durato solo quattordici mesi, è stato il più breve fra tutti i Consiglieri federali.

## Biografia
Dopo aver conseguito il diploma di architetto al Politecnico federale di Zurigo nel 1871, iniziò a lavorare insieme al padre Louis-Daniel, anch'egli architetto. Progettò varie strutture, tra cui l'Università di Neuchâtel e diverse stazioni ferroviarie, nonché la linea tranviaria tra Neuchâtel e Boudry.
Membro del Partito Liberale Radicale, la carriera politica di Perrier iniziò con l'ingresso nel Consiglio generale della città di Neuchâtel (1888-91 e 1894-1903). Tra il 1889 e il 1892 fu membro del Gran Consiglio del Canton Neuchâtel, e poi, dopo il secondo mandato al Consiglio generale neocastellano, fu eletto al Consiglio nazionale e al Consiglio di Stato del Canton Neuchâtel. Fu a capo del progetto di ristrutturazione del castello di Neuchâtel.
Nel 1912 fu eletto al Consiglio federale per sostituire il dimissionario Robert Comtesse, ricevendo 160 voti su 213. Fu capo del Dipartimento delle poste e delle ferrovie per il resto del 1912, e poi passò al Dipartimento dell'interno. Morì il 16 maggio 1913.